# TSV Allach 09
Der TSV Allach 09 ist ein Sportverein aus dem Stadtteil Allach der deutschen Stadt München. 

## Geschichte
Der TSV Allach wurde 1909 im Gasthaus Hammerschmid in Karlsfeld als Freie Turnerschaft Allach gegründet. Mit über 2.300 Mitgliedern ist er einer der größten Sportvereine in München. Der Verein hat hauptsächlich die Sportarten Handball, Turnen und Volleyball im Angebot.

## Handball
Die Männer-Handballmannschaft des Vereins spielte zwei Jahre (1972 und 1973) in der Feldhandball-Bundesliga. 2015 stand sie im Achtelfinale um den DHB-Amateur-Pokal 2015.
Die Allacher Handballer nehmen derzeit mit drei Herrenmannschaften, zwei Damenteams und zwanzig Nachwuchsmannschaften am Spielbetrieb des Bayerischen Handballverbandes (BHV) teil. Die erste Herrenmannschaft spielt  2022/23 in der Handball-Bayernliga und das erste Damenteam in der oberbayerischen Bezirksliga. 

### Erfolge

Bereich des „Bayer. Handballverbandes“ (BHV)

| - 1974 Süddeutscher Vizemeister - 1970 Aufstieg in die Regionalliga (2. Liga) - 1969 Bayerischer Handballmeister (2. Liga) - 1963 Südbayerischer Meister (3. Liga) - 2022 Südwestbayerischer Meister | - 2015 Südbayerischer Meister - 2022 Aufstieg in die Bayernliga - 2015 Aufstieg in die Bayernliga - BHV-Pokalfinalist 2015, 2017 |

#### Feldhandball
- 1971 Aufstieg in die Bundesliga
- 1971 Süddeutscher Meister

### Nachwuchs
- A-Jugend Bundesligist 2019, 2020, 2021, 2022